# Dursun Özbek
Dursun Aydın Özbek (Şebinkarahisar, 25 marzo 1949) è un dirigente sportivo e imprenditore turco, 36º e 39º presidente della polisportiva del Galatasaray.

## Biografia
Nato nel 1949 a Şebinkarahisar, si è laureato in ingegneria meccanica presso l'Università tecnica di Istanbul.
Dal 1973 è sposato con Mesude Özbek, con la quale ha due figli: Gökhan e Neslihan.

## Carriera
Nel 2014 è entrato del consiglio di amministrazione e diventato vicepresidente del Galatasaray durante la presidenza di Duygun Yarsuvat. Nel maggio 2015 è stato eletto 36º presidente della polisportiva di Istanbul, perdendo tuttavia le successive elezioni del gennaio 2018 contro il rivale Mustafa Cengiz.
Il 12 giugno 2022 è stato rieletto come 39º presidente del club, dopo una serrata competizione con Eşref Hamamcıoğlu, prevalendo con un margine di soli 156 voti su un totale di 4 459.